# رقصة ترامب

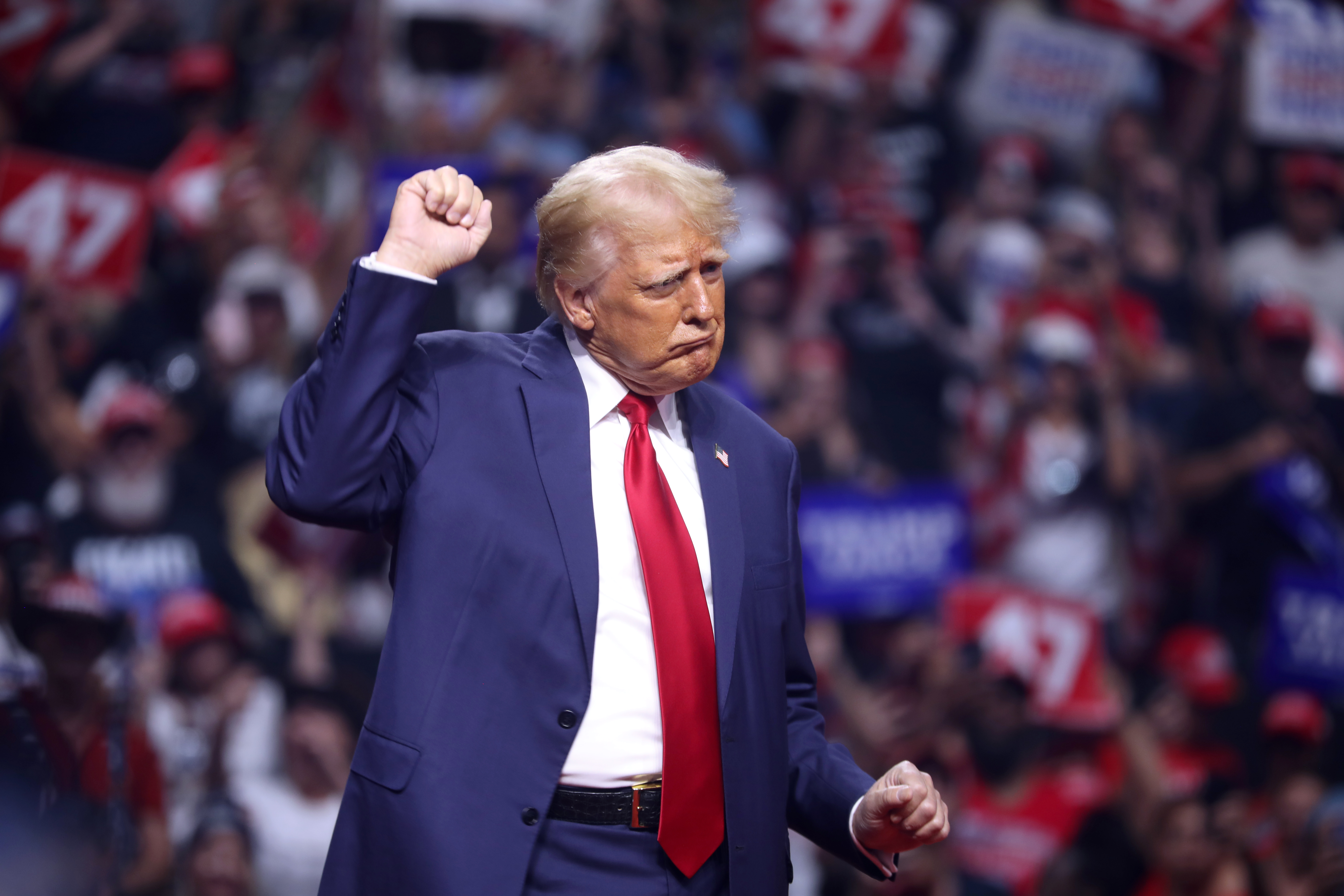
دونالد ترامب يؤدي رقصة ترامب في أريزونا عام 2024

رقصة ترامب هي حركة احتفالية مستوحاة من الإيماءات المميزة للرئيس الأميركي المنتخب دونالد ترامب خلال تجمعاته الانتخابية، حيث يؤدي حركات راقصة على أنغام أغنيته الرسمية للحملة "Y.M.C.A".  
اكتسبت الرقصة شهرة واسعة بين الرياضيين المحترفين وطلاب الجامعات في مختلف الرياضات. تتضمن الرقصة بشكل أساسي حركة بطيئة للكم الهواء وهز الوركين، وهي حركات تعكس الأداء الذي اشتهر به ترامب في الفعاليات السياسية.  

## الخلفية
نشأت رقصة ترامب خلال تجمعات حملة ترامب الانتخابية لعام 2020، حيث أصبحت حركاته الراقصة جزءًا بارزًا من شخصيته العامة. ومع مرور الوقت انتشرت هذه الإيماءات عبر وسائل التواصل الاجتماعي، لتُتبنّى لاحقًا من قبل أشخاص خارج المجال السياسي.  
تُؤدى الرقصة من خلال هز الوركين بحركة جانبية متأرجحة، مع تنفيذ حركات لكم هوائية متتالية وخفيفة تبدأ من مستوى الورك. في أكتوبر 2024، أضاف ترامب حركة محاكاة لضربة جولف كجزء من الرقصة، ما أثار "موجة من ردود الفعل" على وسائل التواصل الاجتماعي، وفقًا لما ذكرته صحيفة تايمز أوف إنديا.  
تُؤدى رقصة ترامب عادةً على أنغام أغنية Y.M.C.A لفرقة فيلدج بيبيل، وهي الأغنية التي وصفها ترامب بأنها "النشيد الوطني للمثليين".  

## الاستخدام في الرياضة
شهدت رقصة ترامب ظهورًا بارزًا في الأحداث الرياضية الكبرى، حيث قام الرياضيون بإدخالها على احتفالاتهم.

### الدوري الوطني لكرة القدم الأمريكية
قام عدد من لاعبي الدوري الوطني لكرة القدم الأمريكية مثل بروك باورز من فريق لاس فيغاس رايدرز، وكالفن ريدلي من فريق تينيسي تايتنز، ونيك بوسا من فريق سان فرانسيسكو 49، وزاداريوس سميث من فريق ديترويت ليونز بأداء هذه الرقصة أثناء المباريات. كما تم توثيق احتفالات مشابهة[بحاجة لمصدر] بين لاعبي كرة القدم الأمريكية الجامعية.
في أواخر نوفمبر 2024، أعلنت إدارة الدوري الوطني لكرة القدم الأمريكية أنها لن تفرض عقوبات على اللاعبين الذين يؤدون رقصة ترامب خلال مباريات الدوري. ووفقًا للمحلل الرياضي جوردان شولتز، أوضحت الإدارة أنها تتخذ إجراءات فقط ضد الاحتفالات التي تُعتبر مفرطة أو غير لائقة، وأن الرقصة تُعتبر مقبولة من قِبَلها.

### كرة القدم
قام لاعب كرة القدم الأمريكي كريستيان بوليسيتش، والذي يلعب في صفوف المنتخب الوطني الأمريكي بأداء رقصة ترامب احتفالًا بتسجيله هدفًا خلال مباراة أقيمت في 18 نوفمبر 2024. وفي تصريح لاحق، قال بوليسيتش: "إنها ليست رقصة سياسية. لقد كانت مجرد مرح."
وفي نوفمبر 2024، قام أعضاء فريق بارنسلي الإنجليزي بأداء رقصة ترامب بعد تسجيل هدف ضد فريق كامبريدج يونايتد.

### الفنون القتالية المختلطة
استخدم بطل الوزن الثقيل في بطولة القتال النهائي (يو إف سي) جون جونز رقصة ترامب في احتفالاته بعد المباراة خلال فعالية حضرها دونالد ترامب.

### رياضة الجولف
قامت لاعبة الجولف المحترفة تشارلي هال بأداء الرقصة خلال إحدى المباريات في 17 نوفمبر 2024.

## الانعكاس الثقافي
تُعتبر رقصة ترامب مثالًا واضحًا على ترابط الرياضة مع الثقافة السياسية، على الرغم من أن الرياضيين غالبًا ما يصفون استخدامها بأنه غير سياسي. يرى مؤيدو الرقصة أنها تعكس التأثير الثقافي الواسع لدونالد ترامب، بينما يعتبرها المنتقدون إشارة مثيرة للجدل.
قبل أسبوع من الانتخابات الرئاسية الأمريكية لعام 2024، ظهرت أغنية "Y.M.C.A."، التي تُؤدى عليها رقصة ترامب بشكل شائع لأول مرة منذ 47 عامًا في قائمة "بيلبورد للأغاني الإلكترونية/الراقصة"، حيث احتلت المركز الرابع بعد الانتخابات بفترة قصيرة. ووفقًا لفيكتور ويليس، كاتب الأغنية، حققت الأغنية أرباحًا تُقدر بعدة ملايين من الدولارات منذ أن اعتمدها ترامب في عروضه. وأشارت كارين ويليس مديرة فريق فيليدج بيبيل، إلى أن إعادة انتشار الأغنية المفاجئ يرجع إلى استخدامها في أداء رقصة ترامب.
وفي نوفمبر 2024، كتبت مورين دود في عمودها بصحيفة النيويورك تايمز أنها تنوي طلب مساعدة من "أفراد أصغر سنًا في العائلة" لتعلم الرقصة. وفي الشهر نفسه، قام رئيس الأرجنتين خافيير مايلي بأداء رقصة ترامب خلال حفل أقيم في مار-إيه-لاجو، حيث انتشر مقطع فيديو أدائه بشكل واسع على وسائل التواصل الاجتماعي، وفقًا لتقرير صحيفة ذا ديلي بيست.

### ردود الفعل
أثار ظهور رقصة ترامب ردود فعل متباينة على وسائل التواصل الاجتماعي وفي النقاشات العامة. يرى البعض أنها لفتة مرحة، بينما ينتقدها آخرون بسبب إمكانيتها لإثارة دلالات سياسية في مناسبات يُعتبر من الأفضل أن تبقى بعيدة عن السياسة، مثل الرياضة.

## وصلات خارجية
- تجميع أخبار NBC لترامب وهو يؤدي رقصة ترامب في عام 2020